# 汉考克 (马里兰州)
汉考克（Hancock）是美国马里兰州华盛顿县的一个镇，人口约1700人（2000年）。